# Alosa de Raso
L'alosa de Raso (Alauda razae) és una espècie d'ocell de la família dels alàudids (Alaudidae) que habita zones àrides de l'illa Raso, a l'arxipèlag de Cap Verd.